# جوش كيتون
جوش كيتون (بالإنجليزية: Josh Keaton)‏ هو مغني وموسيقي وممثل أمريكي وإسرائيلي، ولد في 8 فبراير 1979 في الولايات المتحدة.

## أعمال

### أفلام
- (1992) نيوزيس
- (1997) هرقل

### مسلسلات
- سبيكتاكيولار سبايدرمان

## وصلات خارجية
- جوش كيتون على موقع IMDb (الإنجليزية)
- جوش كيتون على موقع ألو سيني (الفرنسية)
- جوش كيتون على موقع أول موفي (الإنجليزية)
- جوش كيتون على موقع قاعدة بيانات الأفلام السويدية (السويدية)
- جوش كيتون على موقع قاعدة بيانات الفيلم (الإنجليزية)
- جوش كيتون على موقع كينوبويسك (الروسية)